# Cottapistus cottoides
Cottapistus cottoides is een straalvinnige vissensoort uit de familie van de napoleonvissen (Tetrarogidae). De wetenschappelijke naam van de soort is gepubliceerd in 1758 door Linnaeus als Perca cottoides in de tiende editie van Systema naturae.